# Хімічна генетика
Хімічна генетика (англ. chemical genetics, рос. химическая генетика) — використання невеликих синтетичних молекул, що викликають певні зміни при прямій взаємодії з білками, з метою ідентифікації ключових генів, що включені в певний біологічний процес. 